# Kościół Wniebowzięcia Najświętszej Maryi Panny w Solcu nad Wisłą
Kościół Wniebowzięcia Najświętszej Maryi Panny w Solcu nad Wisłą – rzymskokatolicki kościół parafialny należący do dekanatu lipskiego diecezji radomskiej.

## Historia i architektura

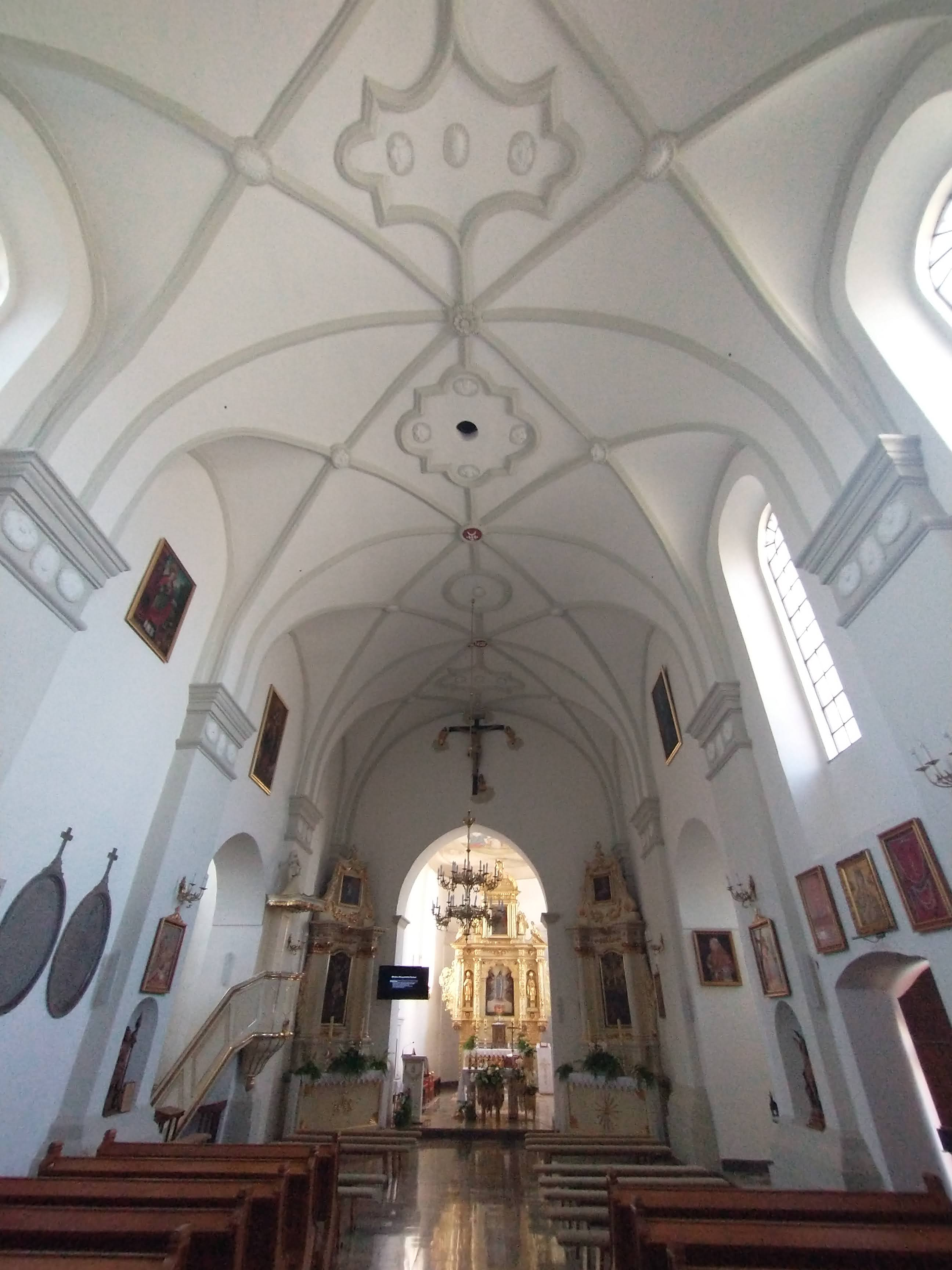
Wnętrze

Murowana kaplica zamkowa pod wezwaniem Wniebowzięcia Najświętszej Maryi Panny została zbudowana przez króla Kazimierza III Wielkiego w 1370 roku, a następnie została zapewne przebudowana na kościół parafialny. Ta świątynia była trzy razy palona i odbudowywana: przez księdza Macieja Becha w XVI stuleciu, przez księcia Krzysztofa Zbaraskiego, starostę soleckiego w 1604 roku i w tym czasie również konsekrowana przez kardynała Bernarda Maciejowskiego, biskupa krakowskiego, w 1825 roku przez hrabiego Matuszewicza. Jest to budowla gotycka, wybudowana z kamienia i cegły. W latach 1976–1999 świątynia została odrestaurowana i odnowiona dzięki staraniom księdza Tadeusza Gębki.
Jest to kościół orientowany. Jego nawa jest pięcioprzęsłowa a prezbiterium jest półkoliście zamknięte; przy nawie, od strony północnej i południowej, mieszczą się dwie kaplice, wybudowane na planie prostokąta. Od strony zachodniej mieści się piętrowa kruchta, a przy południowo-zachodnim narożniku niewielka dobudówka, w której znajdują się schody prowadzące na chór muzyczny. Świątynia posiada także zakrystię i składzik, dobudowane do północnej strony prezbiterium. Nawa i kaplice posiadają sklepienia kolebkowe, z lunetami, z bogatą dekoracją stiukową – w typie lubelsko-kaliskim.
W renesansowym ołtarzu głównym znajdują się dwa obrazy. Pierwszy przedstawia Wniebowzięcie Najświętszej Maryi Panny. Ukazana jest na nim Maryja unoszona do Nieba przez aniołów. Poniżej ukazani są apostołowie otaczający jej grób. Drugi z obrazów mieści się w wyższej kondygnacji i przedstawia ukoronowanie Najświętszej Maryi Panny.

## Galeria

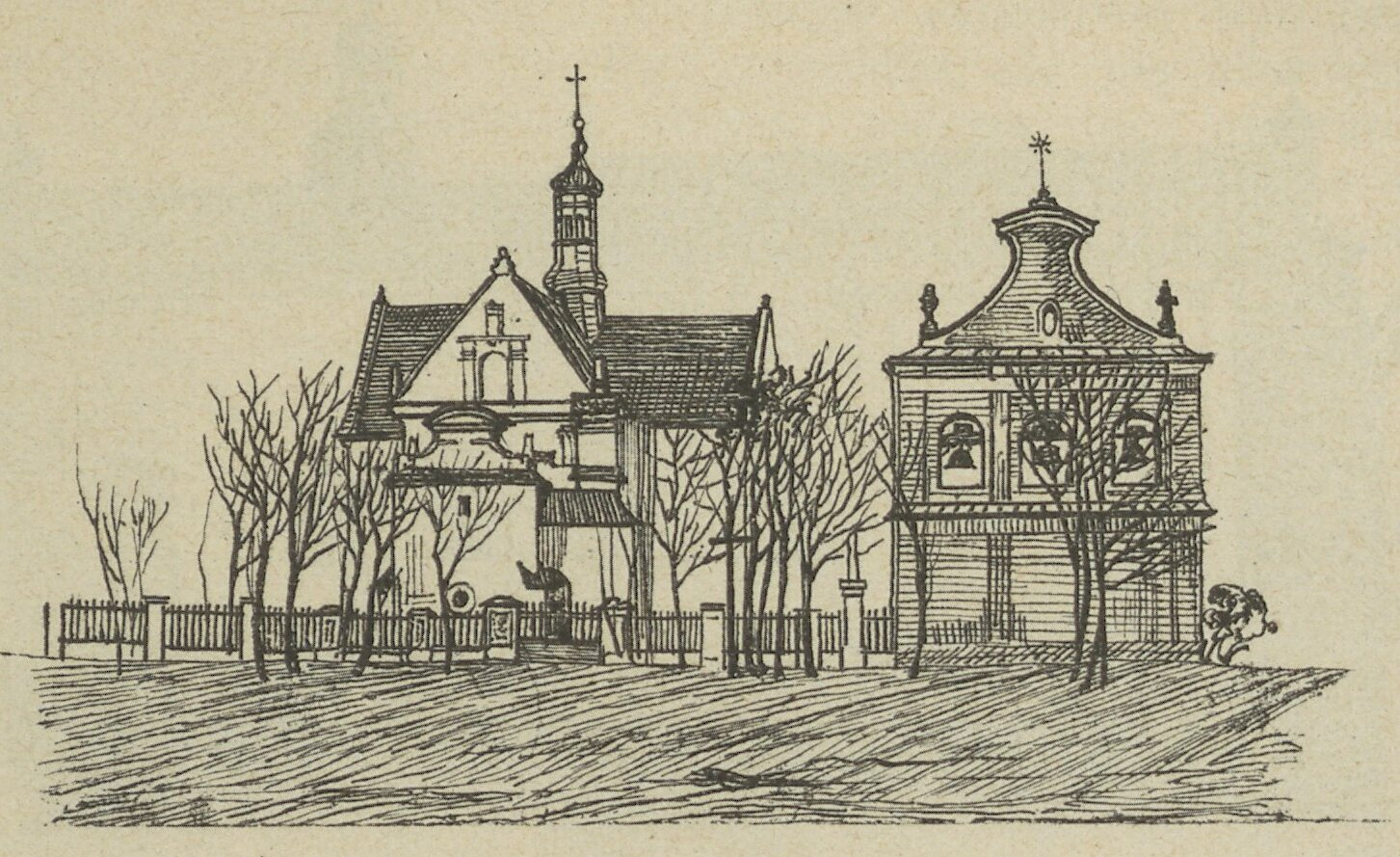
Widok przed 1911
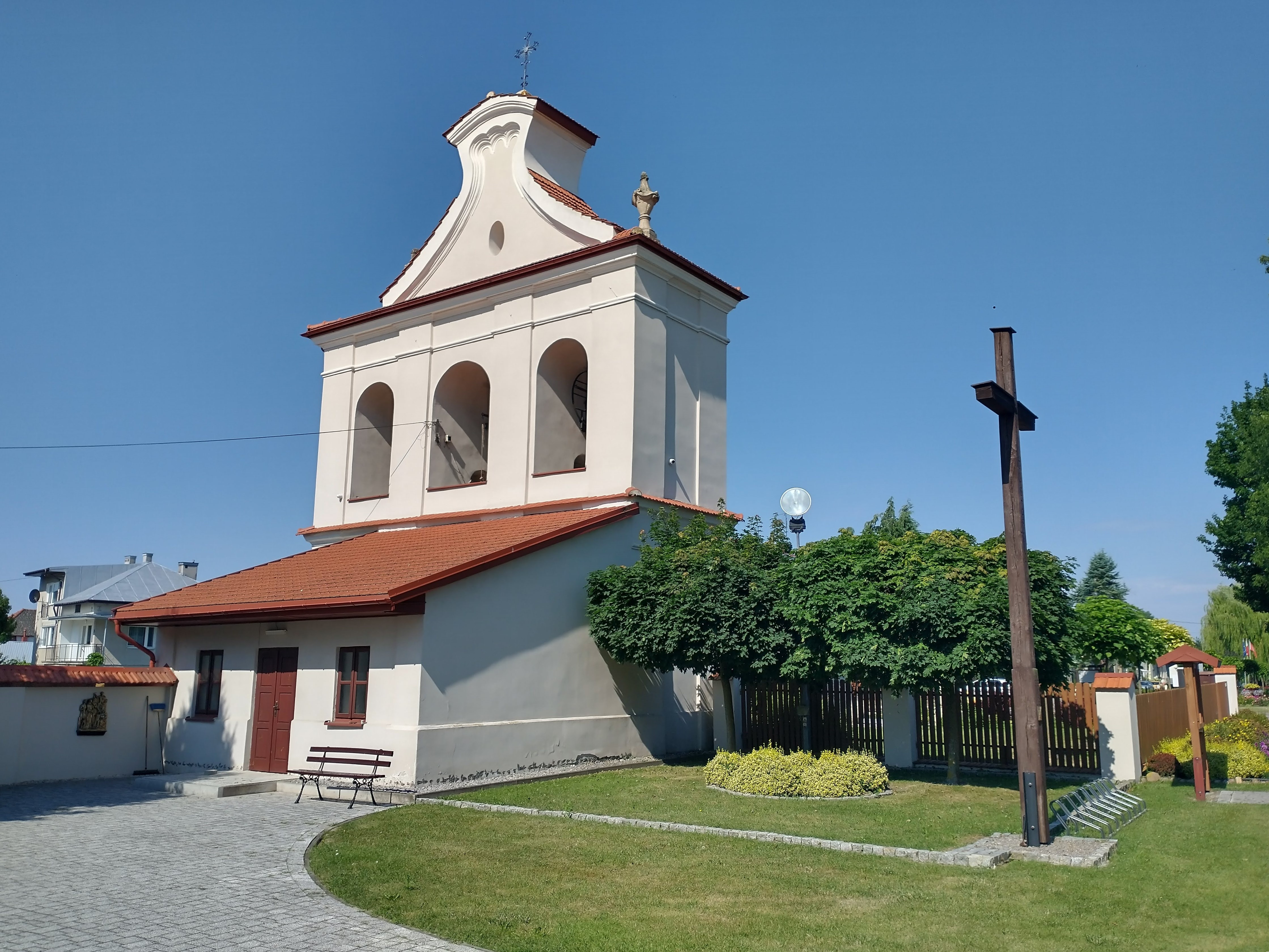
Dzwonnica

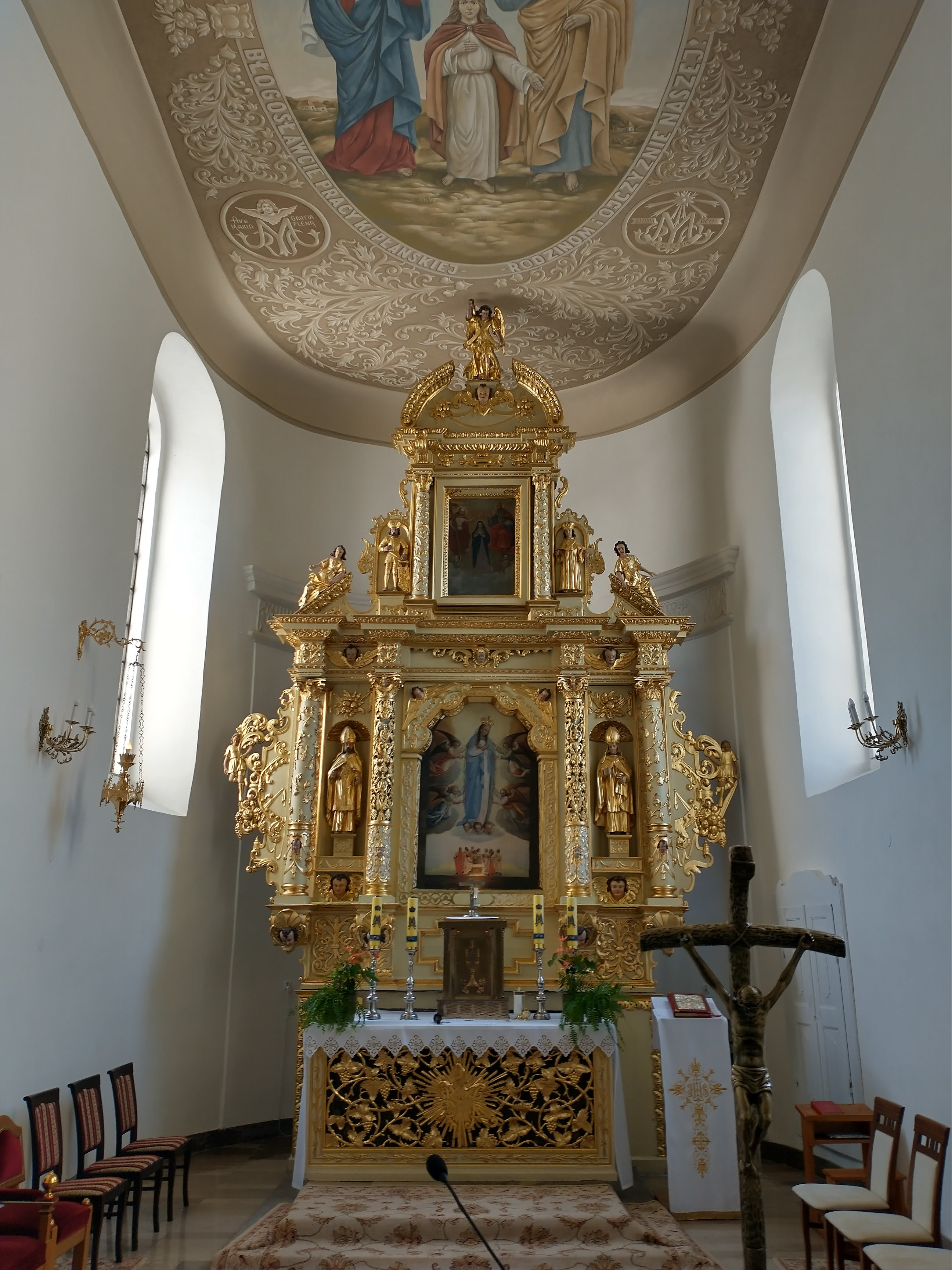
Ołtarz główny
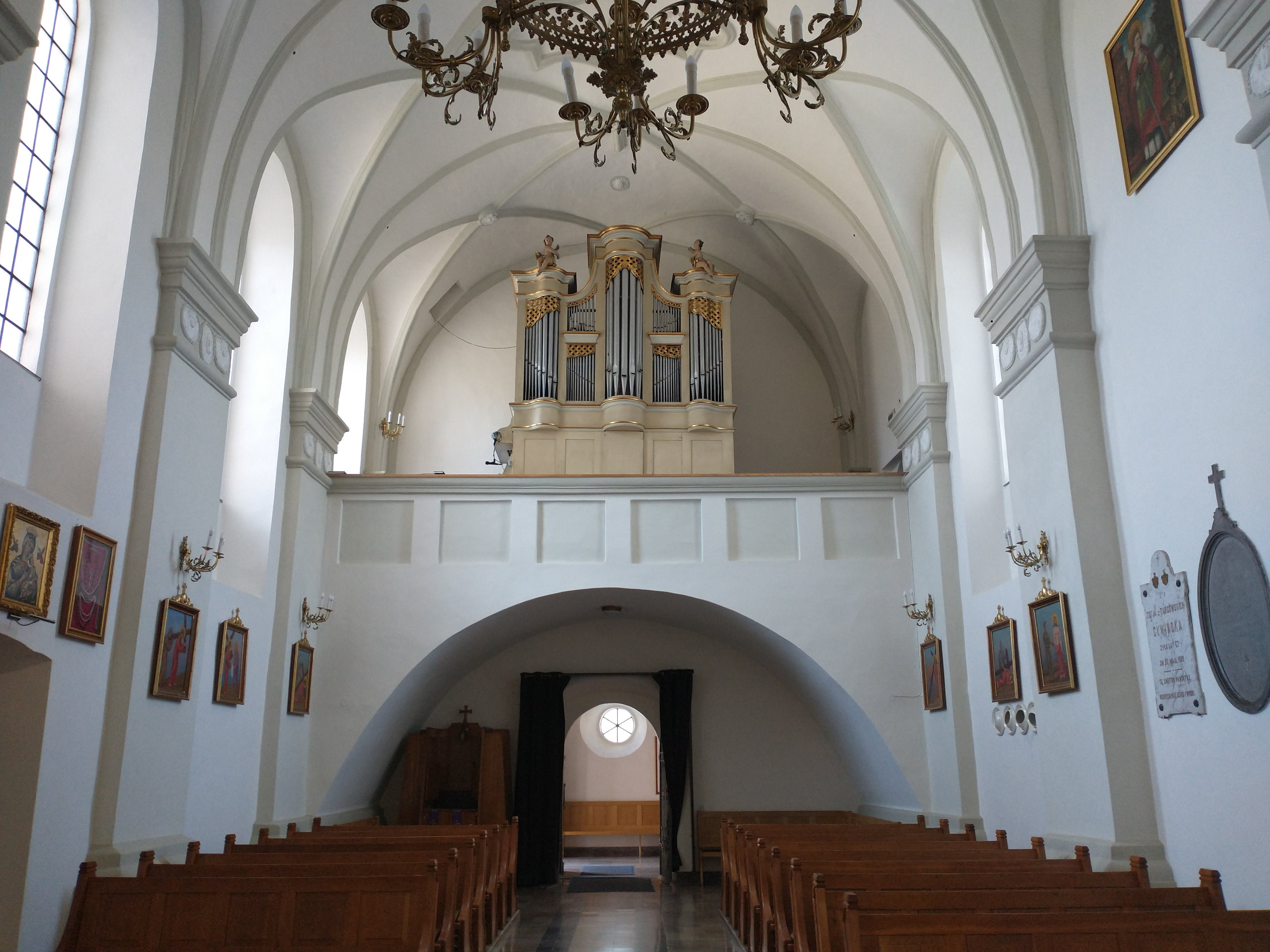
Prospekt organowy